# Censo de los Estados Unidos de 1970
El censo de los Estados Unidos de 1970 es el décimo noveno censo realizado en Estados Unidos. Se llevó a cabo el 1 de abril de 1970 y dio como resultado una población de 203 392 031 habitantes. Debido a la regla de los 72 años, los datos personales de este censo serán públicos en 2042.

## Realización
La Oficina del Censo de los Estados Unidos recolectó los siguientes datos de todos los habitantes del país:
- Nombre
- Relación con el jefe de familia
- Sexo
- Color o raza
- Mes y año de nacimiento
- Estado marital

Adicionalmente se realizó una serie de preguntas adicionales a un grupo reducido de personas:
- Lugar de nacimiento
- Informar si la persona es originaria o descendiente de personas originarias de: México, Puerto Rico, Cuba, Centro o Sudamérica, u otro país hispano
- País de nacimiento de sus padres
- En caso de ser extranjero, informar si se ha naturalizado
- Informar cuando inmigró a Estados Unidos
- Informar qué idioma se hablaba en su casa en su infancia, sin contar el inglés (español, francés, alemán, otro o ninguno aparte del inglés)
- Informar cuando se mudó a su actual residencia
- Informar si la persona asiste regularmente a la escuela y el tipo de escuela a la que asiste (pública, parroquial u otro tipo de escuela privada)
- Último grado de escolaridad concluido
- Informar si ha contraido matrimonio más de una vez y la fecha del primer matrimonio
- Informar si el primer matrimonio concluyó por la muerte del cónyuge
- Si es mujer, informar cuantos hijos ha tenido
- Si es hombre, informar si ha prestado servicio militar y en cual conflicto ha participado
- Informar si ha realizado algún entrenamiento vocacional y cual
- Informar si padece una enfermedad que limite su capacidad de trabajar
- Informar si ha trabajado en la última semana

## Resultados

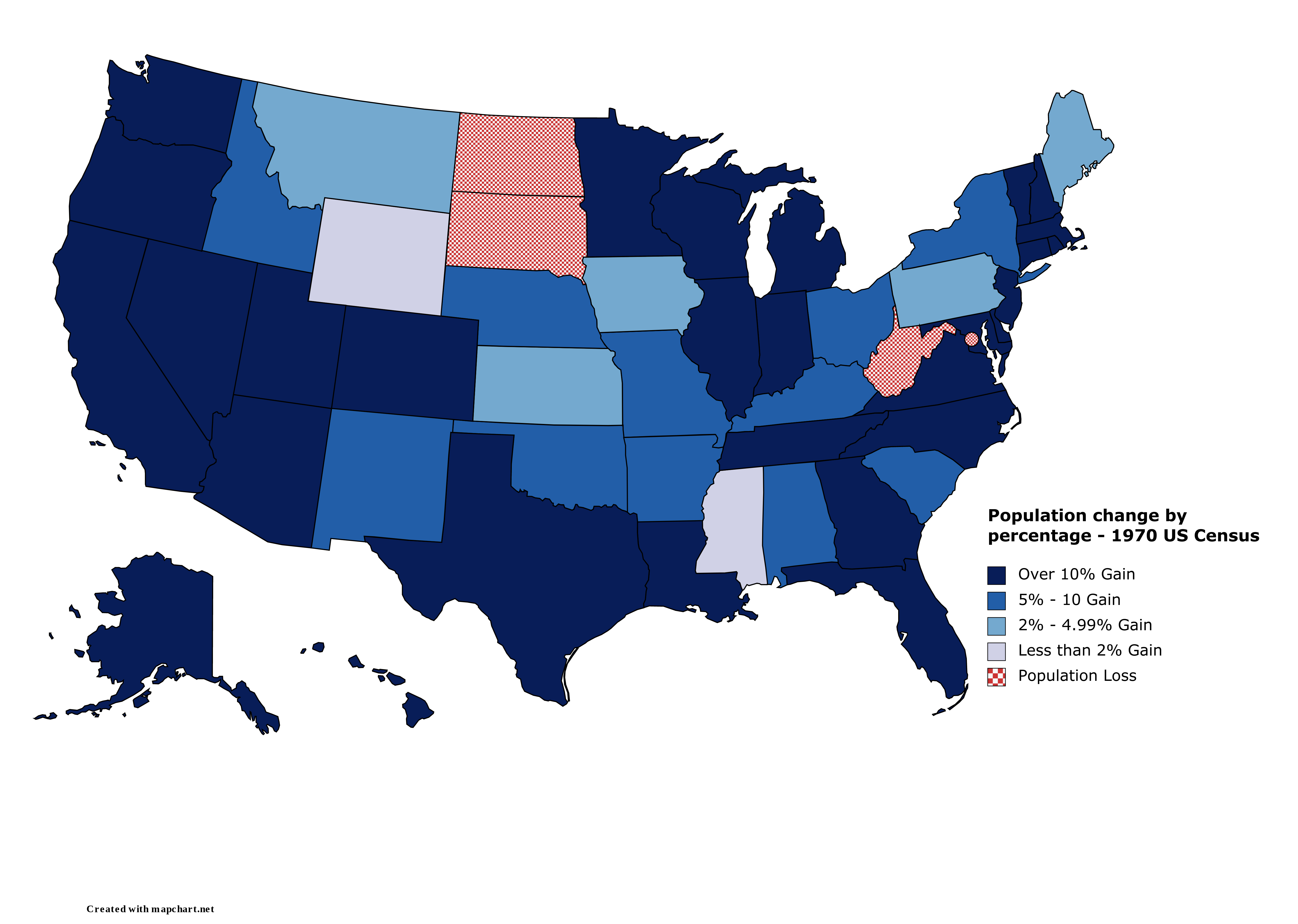
Cambios de población por estado respecto al censo anterior.

| Posición | Estado               | Población   |
| -------- | -------------------- | ----------- |
| 1        | California           | 19 953 134  |
| 2        | Nueva York           | 18 236 967  |
| 3        | Pensilvania          | 11 793 909  |
| 4        | Texas                | 11 196 730  |
| 5        | Illinois             | 11 113 976  |
| 6        | Ohio                 | 10 652 017  |
| 7        | Míchigan             | 8 875 083   |
| 8        | Nueva Jersey         | 7 168 164   |
| 9        | Florida              | 6 789 443   |
| 10       | Massachusetts        | 5 689 170   |
| 11       | Indiana              | 5 193 669   |
| 12       | Carolina del Norte   | 5 082 059   |
| 13       | Misuri               | 4 676 501   |
| 14       | Virginia             | 4 648 494   |
| 15       | Georgia              | 4 589 575   |
| 16       | Wisconsin            | 4 417 731   |
| 17       | Tennessee            | 3 923 687   |
| 18       | Maryland             | 3 922 399   |
| 19       | Minnesota            | 3 804 971   |
| 20       | Luisiana             | 3 641 306   |
| 21       | Alabama              | 3 444 165   |
| 22       | Washington           | 3 409 169   |
| 23       | Kentucky             | 3 218 706   |
| 24       | Connecticut          | 3 031 709   |
| 25       | Iowa                 | 2 824 376   |
| 26       | Carolina del Sur     | 2 590 516   |
| 27       | Oklahoma             | 2 559 229   |
| 28       | Kansas               | 2 246 578   |
| 29       | Misisipi             | 2 216 912   |
| 30       | Colorado             | 2 207 259   |
| 31       | Oregón               | 2 091 533   |
| 32       | Arkansas             | 1 923 295   |
| 33       | Arizona              | 1 745 944   |
| 34       | Virginia Occidental  | 1 744 237   |
| 35       | Nebraska             | 1 483 493   |
| 36       | Utah                 | 1 059 273   |
| 37       | Nuevo México         | 1 017 055   |
| 38       | Maine                | 992 048     |
| 39       | Rhode Island         | 946 725     |
| 40       | Hawái                | 769 913     |
| 41       | Distrito de Columbia | 756 510     |
| 42       | Nuevo Hampshire      | 737 681     |
| 43       | Idaho                | 712 567     |
| 44       | Montana              | 694 409     |
| 45       | Dakota del Sur       | 665 507     |
| 46       | Dakota del Norte     | 617 761     |
| 47       | Delaware             | 548 104     |
| 48       | Nevada               | 488 738     |
| 49       | Vermont              | 444 330     |
| 50       | Wyoming              | 332 416     |
| 51       | Alaska               | 300 382     |
| Total    | Total                | 203 392 031 |

## Ciudades más pobladas
| Posición | Ciudad        | Estado               | Población |
| -------- | ------------- | -------------------- | --------- |
| 1        | Nueva York    | Nueva York           | 7 894 862 |
| 2        | Chicago       | Illinois             | 3 366 957 |
| 3        | Los Ángeles   | California           | 2 816 061 |
| 4        | Filadelfia    | Pensilvania          | 1 948 609 |
| 5        | Detroit       | Míchigan             | 1 511 482 |
| 6        | Houston       | Texas                | 1 232 802 |
| 7        | Baltimore     | Maryland             | 905 759   |
| 8        | Dallas        | Texas                | 844 401   |
| 9        | Washington    | Distrito de Columbia | 756 510   |
| 10       | Cleveland     | Ohio                 | 750 903   |
| 11       | Indianápolis  | Indiana              | 744 624   |
| 12       | Milwaukee     | Wisconsin            | 717 099   |
| 13       | San Francisco | California           | 715 674   |
| 14       | San Diego     | California           | 696 769   |
| 15       | San Antonio   | Texas                | 654 153   |
| 16       | Boston        | Massachusetts        | 641 071   |
| 17       | Memphis       | Tennessee            | 623 530   |
| 18       | San Luis      | Misuri               | 622 236   |
| 19       | Nueva Orleans | Luisiana             | 593 471   |
| 20       | Phoenix       | Arizona              | 581 562   |